# リチャード・ポプキン
リチャード・ヘンリー・ポプキン（Richard Henry Popkin, 1923年12月27日 - 2005年4月14日）は、アメリカ合衆国の哲学者・哲学史家。近世哲学における懐疑主義の研究などで知られる。

## 人物
ニューヨークのユダヤ人家庭に生まれる。コロンビア大学で学び、1950年、同大学で博士号取得。コネティカット大学やワシントン大学など多くの大学で教えた。

## 業績
主著『懐疑 近世哲学の源流』は、1960年の初版から2003年まで改版を重ねている。同書においてセクストス・エンペイリコスのピュロン主義の近世への影響を明らかにし、ヴェルダン、バーニェト、アナス、バーンズら後続のセクストス研究を促した。
その他、ヒュームの人種主義の研究、経験論と合理論に対する「第三勢力」としてのコメニウスらの研究、ユダヤ教とキリスト教の関係や千年王国論の研究などがある。 
学術誌 Journal History of Philosophy の編集者、ブリル社 (Brill) の叢書 Studies in Intellectual History の創刊者でもある。
ケネディ暗殺事件について自説（犯人オズワルド瓜二つ説）を述べた著書もある。

## 著作

### 日本語訳
- 『懐疑 近世哲学の源流』野田又夫・岩坪紹夫 訳、紀伊国屋書店、1981年。NDLJP:12215225（原著: The History of Scepticism from Erasmus to Descartes, 1960）
- 「近代の懐疑主義」宮武昭 訳、『知の分光学 叢書ヒストリー・オヴ・アイディアズ』平凡社、1987年。ISBN 4582733697